# Torta del Casar
Torta del Casar ist ein spanischer Schafskäse. Er stammt aus der Autonomen Region Extremadura und ist nach dem Herkunftsort Casar de Cáceres benannt. Torta del Casar ist eine geschützte Ursprungsbezeichnung (DOP).

## Herkunft
Das ca. 400 000 ha umfassende Gebiet sowohl für die Milchproduktion als auch für die Herstellung des Käses liegt innerhalb der Landkreise Los Llanos de Cáceres, Sierra de Fuentes und Montánchez in der Provinz Cáceres.

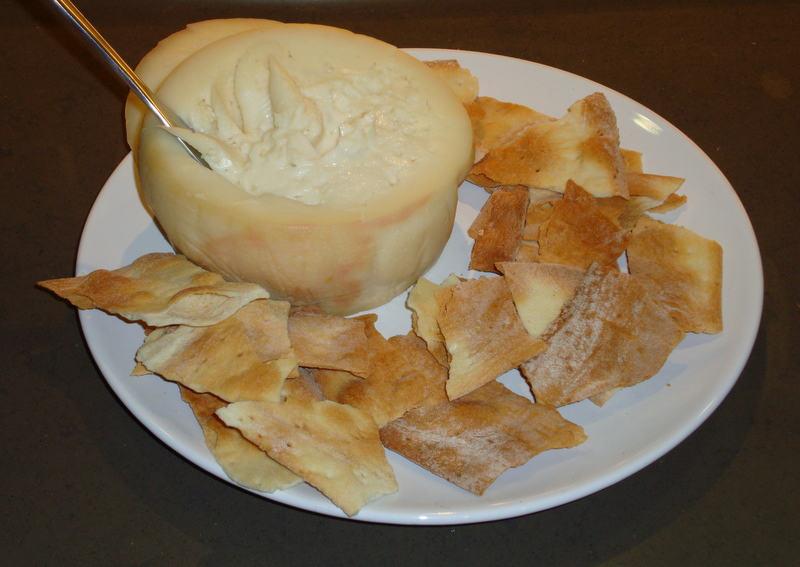
Torta del Casar

## Herstellung
Der Käse wird ausschließlich aus Rohmilch von Merino- und Entrefino-Schafen hergestellt, die nicht mit Lab, sondern mit einem Aufguss von Blütenteilen der Wildform der Gemüseartischocke (Cynara cardunculus) zur Gerinnung gebracht wird.

## Eigenschaften
Die Käselaibe haben eine zylindrische Form und einen Durchmesser von mindestens 7 cm. Der Fettgehalt in der Trockenmasse beträgt mindestens 50 % bei einem Trockenmasseanteil von ebenfalls mindestens 50 %. Der Gehalt an NaCl darf 3 % nicht übersteigen.
Die Rinde ist halbfest, ockerfarben, deutlich vom Teig abgegrenzt und kann an der Oberfläche kleine Risse aufweisen. Im Inneren ist der Käse weich bis flüssig und von sehr intensivem Geschmack.
Der Käse wird in drei Gewichtsklassen produziert: Pequeño (200 bis 500 g), Mediano (501 bis 800 g) und Grande (801 bis 1000 g).
In eine Torta del Casar schneidet man zum Verzehr eine Öffnung in die sehr harte Schale und schöpft den Inhalt mit einem Löffel aus.
Torta del Casar wird unter anderem als Beilage zu Schweinefleisch-Gerichten serviert.